# 수성중학교 (대구)
수성중학교(壽城中學校)는 대한민국 대구광역시 수성구 파동에 있는 공립 중학교이다.

## 학교 연혁
- 1982년 12월 16일 : 수성중학교 설립 인가(3개 학년 30학급)
- 1983년 3월 1일 : 초대 오동희 교장 취임
- 1983년 3월 5일 : 제1회 신입생 입학식(10학급 660명)
- 1983년 6월 3일 : 개교기념일 제정 실시
- 1985년 5월 7일 : 레슬링 도장 완공(교기 레슬링)
- 1986년 2월 12일 : 제1회 졸업식(655명)
- 2002년 6월 3일 : 학생 급식소 및 식당 준공
- 2003년 12월 22일 : 강당 준공(1층) 및 별관 과학실 증축
- 2005년 1월 21일 : 강당 완공
- 2020년 3월 2일 : 제15대 하정민 교장 취임
- 2021년 4월 7일 : 도서관 증축 준공
- 2021년 5월 27일 : 도서관 '아하! 뜨락' 개관식
- 2022년 1월 6일 : 제37회 졸업식(졸업생 66명, 누계 12,872명)
- 2022년 3월 2일 : 2022학년도 입학식(입학생 59명)

## 참고 자료
- 수성중학교 - 한국교육학술정보원 학교알리미